# Krematorium Strašnice
Krematorium Strašnice – krematorium w praskiej dzielnicy Vinohrady. Wielkość powierzchni użytkowej czyni je największym obiektem tego typu w Europie. Wnętrze składa się z wielkiej sali ceremonialnej oraz położonej po jej prawej stronie małej sali ceremonialnej. Krematorium posiada katakumby oraz niewielki cmentarz dla pochówków urnowych, pomimo sąsiedztwa Cmentarza Vinohradskiego jest to oddzielna nekropolia.
Budynek krematorium i jego otoczenie jest uznane za pamiątkę kultury Republiki Czeskiej i znajduje się na terenie miejskiego obszaru chronionego Vinohrady, Žižkov, Vršovice. Obiekt stanowi własność miasta Praga i jest zarządzany przez zakład usług komunalnych.

## Historia
Budynek został oddany do użytku w 1932, na pamiątkę w foyer została wmurowana tablica pamiątkowa. Podczas okupacji hitlerowskiej, a następnie reżimu komunistycznego w piecach krematoryjnych spopielono zwłoki tysięcy ofiar obu tych systemów. Podczas II wojny światowej były to ofiary egzekucji, osoby zamordowane ze względów narodowych oraz więźniowie z zakładów karnych i obozów pracy przymusowej. Po zakończeniu wojny i dojściu do władzy komunistów potajemnie popielono zwłoki zmarłych podczas przesłuchań, więźniów politycznych oraz ofiary mordów sądowych. Decyzją aparatu rządowego prochy miały być utylizowane lub grzebane w anonimowych mogiłach, jednak dzięki działaniom kierownika Františka Suchego powstał tajny rejestr zawierający imienną listę osób, których ciała trafiły do krematorium. František Suchý razem z synem poza rejestrem spopielonych odnotował również ich miejsca pochówku, a część prochów udało mu się pochować w imiennych urnach, tak było w przypadku straconej w 1950 Milady Horákovej.

## Niektóre osoby pochowane na cmentarzu urnowym przy krematorium
- Lída Baarová – czeska aktorka, znana z romansu z Josephem Goebbelsem.
- Miloslav Kabeláč – czeski kompozytor i dyrygent.
- Václav Tille – czeski literaturoznawca i teatrolog, krytyk i pisarz.
- Antonín Zápotocký – czeski polityk, czechosłowacki działacz komunistyczny, premier Czechosłowacji w latach 1948–1953, od 1953 do śmierci prezydent kraju.